# Espuri Meli (tribú)
Espuri Meli (en llatí: Spurius Maelius) va ser un magistrat romà, parent del cavaller romà Espuri Meli (assassinat 439 aC). Formava part de la gens Mèlia, una antiga gens romana d'origen plebeu.
Va ser elegit tribú de la plebs l'any 436 aC i va presentar una proposta per confiscar la propietat de Gai Servili Ahala, però la proposta va ser rebutjada. Així i tot, finalment Ahala va ser jutjat i va haver de marxar a l'exili per evitar la condemna.